# Henri Fournier
Henri Fournier (ur. 14 kwietnia 1871 roku w Le Mans, zm. 18 grudnia 1919 roku) – francuski kierowca wyścigowy i projektant torów wyścigowych.

## Kariera
Fournier rozpoczął karierę wyścigową na motocyklach i tricyklach. W 1901 roku Francuz dołączył do zespołu wyścigowego Mors i został najbardziej utytułowanym kierowcą tego roku. Wygrał wyścigi rozgrywane na drogach publicznych między Paryżem i Bordeaux oraz między Paryżem-Berlinem. Poza wyścigami, Fournier podejmował również próby pobicia rekordu prędkości w jeździe na 1 milę. W 1902 roku w wyścigu Paryż-Wiedeń dominował przez pierwszą część ze średnią prędkością 114 km/h, jednak w drugiej części wyścigu doszło do awarii. Jesienią 1902 roku ustanowił najszybszą prędkość na lądzie, która wynosiła 123 km/h. 
Po zakończeniu kariery wyścigowej został dealerem samochodów, najpierw Hotchkiss, a następnie Itala. W 1907 roku powrócił do wyścigów i jego najlepszym wynikiem było ósme miejsce w Grand Prix Stanów Zjednoczonych 1908.